# 富山県道159号竹内清水堂線
富山県道159号竹内清水堂線（とやまけんどう159ごう たけのうちしみずどうせん）は富山県中新川郡舟橋村から同県富山市に至る一般県道である。

## 概要

### 路線データ
- 起点：富山県中新川郡舟橋村竹内（富山県道4号富山上市線・富山県道147号立山舟橋線交点）
- 終点：富山県中富山市水橋清水堂字小深田（富山県道15号立山水橋線交点）
- 実延長：1,180m

## 沿革
- 1960年（昭和35年）4月23日 - 認定[1]

## 通過する自治体
- 富山県
  - 中新川郡舟橋村 - 富山市

## 接続する道路
- 富山県道4号富山上市線・富山県道147号立山舟橋線（起点：竹内交差点）
- 富山県道15号立山水橋線（終点：富山市水橋清水堂字小深田）

## 周辺
- 富山地方鉄道本線 越中舟橋駅
- 舟橋村役場
- 舟橋村立舟橋中学校
- 舟橋村立舟橋小学校
- 舟橋郵便局